# Списак споменика НОБ у Црној Гори
Списак споменика посвећених Народноослободилачкој борби, од 1941. до 1945. године, као и народним херојима и истакнутим личностима Народноослободилачког покрета који се налазе у Црној Гори. Због обимности чланак је подељен у три целине.

## Меморијални комплекси
| Меморијални комплекси посвећени Народноослободилачкој борби на територији Црне Горе |                                  |                        |                                                |                                    |          |
| Слика                                                                               | назив меморијалног комплекса     | локација               | посвећен                                       | аутор/и и година постављања        | напомена |
|                                                                                     | Партизанско гробље у Брези       | Бреза, код Колашина    | борцима НОВЈ погинулим у НОБ                   | Момчило Вујисић                    | —        |
|                                                                                     | Партизанско гробље у Подбишћу    | Подбишће, код Мојковца | борцима НОВЈ погинулим у НОБ                   | —                                  | —        |
|                                                                                     | Спомен-гробље у Цијевни          | Цијевна, код Подгорице | борцима НОВЈ погинулим у НОБ                   | —                                  | —        |
|                                                                                     | Спомен-парк Устанка и Револуције | Грахово                | борцима НОВЈ погинулим у НОБ и Сави Ковачевићу | вајар Миодраг Живковић, 1978.      | —        |
|                                                                                     | Споменик Слободи                 | Беране                 | борцима НОВЈ погинулим у НОБ                   | архитекта Богдан Богдановић, 1977. | —        |

## Споменици НОБ
| Споменици посвећени Народноослободилачкој борби на територији Црне Горе |                                               |                           | |                                                       |          |
| Слика                                                                   | назив споменика                               | локација                  | посвећен                                                                                                   | аутор/и и година постављања                           | напомена |
|                                                                         | Спомен-гробница палих бораца и жртава фашизма | Баошићи, код Херцег Новог | борцима НОВЈ погинулим у НОБ и жртвама фашизма                                                             | —                                                     | —        |
|                                                                         | Спомен-гробница палих бораца                  | Бобово, код Пљевље        | борцима НОВЈ погинулим у НОБ                                                                               | —                                                     | —        |
|                                                                         | Спомен-гробница палих бораца                  | Голубовци, код Подгорице  | борцима НОВЈ погинулим у НОБ                                                                               | —                                                     | —        |
|                                                                         | Спомен-гробница палих бораца                  | Граб, код Бијелог Поља    | борцима Златарског НОП одреда погинулим у борби с четницима 15. маја 1942. године                          | —                                                     | —        |
|                                                                         | Спомен-гробница палих бораца                  | Крушево, код Пљевље       | борцима НОВЈ погинулим у НОБ                                                                               | —                                                     | —        |
|                                                                         | Спомен-гробница палих бораца                  | Мајстори, код Цетиња      | борцима НОВЈ погинулим у НОБ                                                                               | —                                                     | —        |
|                                                                         | Спомен-костурница у Доброти                   | Доброта                   | погинулим борцима Друге далматинске бригаде                                                                | —                                                     | —        |
|                                                                         | Спомен-костурница у Камену                    | Камено, код Херцег Новог  | борцима НОВЈ погинулим у НОБ                                                                               | —                                                     | —        |
|                                                                         | Спомен-костурница у Цетињу                    | Цетиње                    | борцима НОВЈ погинулим у НОБ                                                                               | —                                                     | —        |
|                                                                         | Споменик жртвама фашизма                      | Бијела Гора, код Улциња   | 13-орици мештана које су стрељали немачки окупатори                                                        | —                                                     | —        |
|                                                                         | Споменик палим борцима                        | Бијело Поље               | борцима НОВЈ погинулим у НОБ                                                                               | —                                                     | —        |
|                                                                         | Споменик палим борцима                        | Брајићи                   | борцима погинулим у ослободилачким ратовима 1875-1918 и борцима НОВЈ погинулим у НОБ                       | вајар Стеван Лукетић                                  | —        |
|                                                                         | Споменик палим борцима                        | Брскут, код Подгорице     | борцима погинулим у Балканским ратовима и борцима НОВЈ погинулим у НОБ                                     | —                                                     | —        |
|                                                                         | Споменик палим борцима                        | Годиње                    | борцима НОВЈ погинулим у НОБ                                                                               | —                                                     | —        |
|                                                                         | Споменик палим борцима                        | Даниловград               | борцима НОВЈ погинулим у НОБ                                                                               | вајари Драго Ђуровић и Мирко Ђокић                    | —        |
|                                                                         | Споменик палим борцима                        | Дупило, код Подгорице     | 13-орици чланова породице Црнчевић погинулим у НОБ                                                         | —                                                     | —        |
|                                                                         | Споменик палим борцима                        | Жабљак                    | борцима НОВЈ погинулим у НОБ                                                                               | вајар Раде Станковић и архитекта Бранко Бон           | —        |
|                                                                         | Споменик палим борцима                        | Колашин                   | борцима НОВЈ погинулим у НОБ                                                                               | вајар Војин Бакић, 1949.                              | —        |
|                                                                         | Споменик палим борцима                        | Петровац на Мору          | борцима НОВЈ погинулим у НОБ                                                                               | вајари Војин Стојић и Антон Краљић                    | —        |
|                                                                         | Споменик палим борцима                        | Пљевља                    | борцима НОВЈ погинулим у НОБ и у Пљеваљској бици 1. децембра 1941. године                                  | —                                                     | —        |
|                                                                         | Споменик палим борцима                        | Ријека Црнојевића         | борцима НОВЈ погинулим у НОБ                                                                               | вајар Драго Ђуровић                                   | —        |
|                                                                         | Споменик палим борцима                        | Улцињ                     | борцима НОВЈ погинулим у НОБ                                                                               | —                                                     | —        |
|                                                                         | Споменик палим борцима                        | Херцег Нови               | борцима НОВЈ погинулим у НОБ                                                                               | вајари Лука Томановић и Никола Добровић               | —        |
|                                                                         | Споменик палим борцима и жртвама фашизма      | Андријевица               | борцима НОВЈ погинулим у НОБ                                                                               | вајар Војислав Вујисић                                | —        |
|                                                                         | Споменик палима за слободу                    | Котор                     | борцима НОВЈ погинулим у НОБ                                                                               | вајари Лука Томановић и Војислав Ђукић                | —        |
|                                                                         | Споменик Партизану-борцу                      | Подгорица                 | 97-орици народних хероја из Црне Горе                                                                      | вајар Драго Ђуровић и архитекта Војислав Ђокић, 1957. | —        |
|                                                                         | Споменик Револуције                           | Вирпазар                  | борцима НОВЈ погинулим у НОБ                                                                               | вајар Мирко Остоја                                    | —        |
|                                                                         | Споменик Слободи                              | Улцињ                     | борцима НОВЈ погинулим у НОБ                                                                               | вајар Миодраг Живковић, 1985.                         | —        |
|                                                                         | Споменик стрељаним борцима                    | Беране                    | 20-орици бораца НОВЈ које су окупаторски војници довели из барског логора и стрељали 25. јуна 1943. године | вајар Радослав Зековић                                | —        |
|                                                                         | Споменик стрељаним омладинцима                | Лазине, код Даниловграда  | 52 омладинаца које је окупатор стрељао на овом месту 23. јула 1944. године                                 | —                                                     | —        |
|                                                                         | Споменик стрељаним родољубима                 | Никшић                    | 32-ојици родољуба и антифашиста које су на брду Требјеса стрељали окупатори                                | —                                                     | —        |

## Споменици народним херојима и истакнутим учесницима НОП-а
| Споменици посвећени народним херојима и истакнутим учесницима НОП-а на територији Црне Горе |                 |          |                             |          |
| Слика                                                                                       | назив споменика | локација | аутор/и и година постављања | напомена |
|                                                                                             | Вељко Влаховић  | Колашин  | —                           | —        |
|                                                                                             | Марко Станишић  | Будва    | —                           | —        |